# Yaoba
Yaoba (kinesiska: 尧坝镇, 尧坝) är en köping i Kina. Den ligger i provinsen Sichuan, i den sydvästra delen av landet, omkring 260 kilometer sydost om provinshuvudstaden Chengdu. Antalet invånare är 21 567. Befolkningen består av 10 228 kvinnor och 11 339 män. Barn under 15 år utgör 21,0 %, vuxna 15-64 år 63 %, och äldre över 65 år 14,0 %.
Genomsnittlig årsnederbörd är 1 491 millimeter. Den regnigaste månaden är september, med i genomsnitt 291 mm nederbörd, och den torraste är december, med 27 mm nederbörd.